# 데올린다
데올린다(포르투갈어: Deolinda)는 포르투갈의 네오파두 그룹이다.